# Lista das paróquias civis de Northumberland
Esta lista contém todas as paróquias civis dos condados cerimoniais de Northumberland, Inglaterra.
- Acklington 1

- Acomb 13

- Adderstone with Lucker 6

- Akeld 11

- Allendale 13

- Alnham 20

- Alnmouth 1

- Alnwick (cidade) 2

- Alwinton 20

- Amble by the Sea (town) 3

- Ancroft 18

- Ashington (cidade) 4 [1]

- Bamburgh 6

- Bardon Mill 12

- Bavington 7

- Beadnell 6

- Belford 6

- Bellingham 7

- Belsay 10

- Berwick upon Tweed (cidade) 8 [2]

- Bewick 11

- Biddlestone 20

- Birtley 7

- Blanchland 13

- Blyth 9 [3]

- Bowsden 11

- Branxton 11

- Brinkburn 20

- Broomhaugh and Riding 13

- Broomley and Stocksfield 13

- Bywell 13

- Callaly 20

- Capheaton 10

- Carham 11

- Cartington 20

- Chatton 11

- Chillingham 11

- Chollerton 13

- Coanwood 12

- Corbridge 13

- Cornhill on Tweed 18

- Corsenside 7

- Cramlington (cidade) 21 [4]

- Craster 1

- Cresswell 16

- Denwick 1

- Doddington 11

- Duddo 18

- Earle 11

- Easington 6

- East  Bedlington 5 [1]

- East Chevington 16

- Edlingham 1

- Eglingham 1

- Ellingham 6

- Ellington and Linton 16

- Elsdon 20

- Embleton 1

- Ewart 11

- Falstone 7

- Featherstone 12

- Felton 1

- Ford 11

- Glanton 1

- Greenhead 12

- Greystead 7

- Haltwhistle (cidade) 12

- Harbottle 20

- Hartburn 16

- Hartleyburn 12

- Hauxley 1

- Haydon 13

- Healey 13

- Hebron 16

- Heddon on the Wall 10

- Hedgeley 1

- Hedley 13

- Henshaw 12

- Hepple 20

- Hepscott 16

- Hesleyhurst 20

- Hexham (cidade) 14

- Hexhamshire 13

- Hollinghill 20

- Holy Island 18

- Horncliffe 18

- Horsley 13

- Humshaugh 13

- Ilderton 11

- Ingram 11

- Kielder 7

- Kilham 11

- Kirknewton 11

- Kirkwhelpington 7

- Knaresdale with Kirkhaugh 12

- Kyloe 18

- Lesbury 1

- Lilburn 11

- Longframlington 20

- Longhirst 16

- Longhorsley 16

- Longhoughton 1

- Lowick 11

- Lynemouth 16

- Matfen 10

- Meldon 16

- Melkridge 12

- Middleton 6

- Milfield 11

- Mitford 16

- Morpeth (cidade) 15

- Netherton 20

- Netherwitton 16

- Newbiggin by the Sea 17 [1]

- Newbrough 13

- Newton-by-the-Sea 1

- Newton-on-the-Moor and Swarland 1

- Norham 18

- North  Bedlington 5 [1]

- North Sunderland 6

- Nunnykirk 20

- Ord 18

- Otterburn 7

- Ovingham 13

- Ovington 13

- Pegswood 16

- Plenmeller with Whitfield 12

- Ponteland (cidade) 10

- Prudhoe (cidade) 19

- Rennington 1

- Rochester 7

- Roddam 11

- Rothbury 20

- Rothley 20

- Sandhoe 13

- Seaton Valley (comunidade) 21 [5]

- Shilbottle 1

- Shoreswood 18

- Shotley Low Quarter 13

- Simonburn 13

- Slaley 13

- Snitter 20

- Stamfordham 10

- Stannington 10

- Tarset 7

- Thirlwall 12

- Thirston 16

- Thropton 20

- Togston 1

- Tritlington and West Chevington 16

- Ulgham 16

- Wall 13

- Wallington Demesne 16

- Warden 13

- Wark 7

- Warkworth 1

- West Allen 13

- West  Bedlington (cidade) 5 [1]

- Whalton 10

- Whittingham 20

- Whittington 13

- Whitton and Tosson 20

- Widdrington Station and Stobswood 16

- Widdrington Village 16 [6]

- Wooler 11

- Wylam 13
- Wooler 11

- Wylam 13